# NGC 1069
NGC 1069 је спирална галаксија у сазвежђу Кит која се налази на NGC листи објеката дубоког неба.
Деклинација објекта је - 8° 17' 20" а ректасцензија 2h 42m 59,9s. Привидна величина (магнитуда) објекта NGC 1069 износи 13,8 а фотографска магнитуда 14,5. NGC 1069 је још познат и под ознакама MCG -1-7-38, IRAS 02405-0829, PGC 10285.